# Manfred Behrendt
Manfred Behrendt (* 2. Oktober 1950 in Bochum) ist ein ehemaliger deutscher Fußballtorwart.

## Karriere
Behrendt begann seine Karriere 1971 bei der SG Wattenscheid 09, mit der er sich 1974 für die neugeschaffene 2. Fußball-Bundesliga qualifizierte. Zur Saison 1976/77 wechselte er für ein Jahr zu Göttingen 05 und kehrte danach zur SG 09 zurück. Bis 1984 hütete er das Tor bei der SG Wattenscheid 09, bei der er dann seine Laufbahn beendete.
Im Jahr 1978 gehörte Behrendt zum Team der deutschen Amateur-Nationalmannschaft, für die er vier Spiele absolvierte.
Seine größten Erfolge waren der Gewinn der Westdeutschen Meisterschaft 1974 und die Spiele im DFB-Pokal 1973/74, bei der man erst im Halbfinale gegen den Hamburger SV unterlag. Behrendt absolvierte insgesamt 295 Zweitligaspiele für die SG Wattenscheid und Göttingen 05.
In der Saison 2005/06 wurde er Torwarttrainer der Lizenzmannschaft von Rot-Weiß Oberhausen. Seit Anfang 2006 bis Sommer 2011 war Behrendt Co-Trainer hinter Hans-Günter Bruns und übernahm später die Doppelfunktion als Co-Trainer und Torwarttrainer. Bei der SG Wattenscheid 09 wurde er von Fans zur Jahrhundert Legende gewählt. Er ist heute als Sportlicher Berater für den Bochumer Amateurfußball tätig. Zur Saison 2014/15 wurde er Torwarttrainer der 1. Mannschaft von Rot-Weiss Essen.